# Сибирский кольцевой источник фотонов
Сибирский кольцевой источник фотонов (СКИФ) — строящийся в Сибири в наукограде Кольцово (Новосибирская область, Россия)
источник синхротронного излучения поколения «4+» с энергией 3 ГэВ и эмиттансом 75 пм·рад.
Завершение строительства намечено на конец 2025 года.
СКИФ представляет собой один из крупнейших в России за последние десятилетия проектов в области научно-исследовательской инфраструктуры. 
Финансирование проекта осуществляется в рамках Национального проекта «Наука и университеты». По состоянию на октябрь 2022 года стоимость проекта составляла 47,3 млрд. рублей. Изначально строительство оценивалось в 37,1 млрд рублей.

## Концепция
Решение проектировать СКИФ приняли в 2018 году. Заказчик и застройщик —  Институт катализа СО РАН. 
Установка спроектирована в ИЯФ СО РАН. 
Проект создания центра коллективного пользования «Сибирский кольцевой источник фотонов» состоит из трёх частей: строительство 34 зданий и сооружений, создание оборудования ускорительного комплекса, создание оборудования экспериментальных станций.
Главное здание будет иметь диаметр 230 метров. 
Линейный ускоритель стреляет пучком электронов в кольцевой ускоритель-бустер относительно небольшого размера. Там частицы ускоряются до околосветовой скорости и поступают в накопитель-синхротрон размером почти полкилометра, от которого по периметру отходят десятки каналов вывода на пользовательские станции. Все сооружения наземные.
Всего в составе СКИФ запланировано 30 экспериментальных станций, 14 из них будут использовать излучение вставных устройств (размещаемых в прямолинейных участках основного кольца длиной 4-6 метров), а 16 — будут размещаться на пучках из поворотных магнитов.
Инжекционная система будет работать с частотой 1 Гц и использовать линейный ускоритель для ускорения электронных пучков до 200 МэВ. Её мощности хватит, чтобы в течение одной минуты обеспечить в основном кольце ускорителя ток 400 мА.
При помощи СКИФ планируется изучать структуру различных органических и неорганических веществ, с применениями в генетике, фармакологии, геохимии, квантовой химии.
Первоначально предполагалось, что синхротрон и одна станция будут запущены до 30 декабря 2023 года. Однако впоследствии сроки были сдвинуты — в декабре 2024 года планируется запустить синхротрон и станции первой очереди, в начале 2025 года приступить к их опытной эксплуатации.
После ввода в эксплуатацию СКИФ будет открыт для подачи заявок на эксперименты со стороны зарубежных научных и образовательных организаций.

## Строительство
О начале строительства в наукограде Кольцово официально было заявлено 25 августа 2021 года. Во время церемонии в честь начала строительных работ на участке будущего административного здания научного комплекса была установлена стела в виде греческой буквы «гамма», а в основание памятника заложена капсула времени, которую планируют извлечь в 2035 году.
Позже стало известно, что на том этапе строительные работы ограничились подготовкой: земляными работами и вырубкой подлеска, выносом магистрального газопровода. Положительное заключение Главгосэкспертизы было выдано только в декабре 2021 года, что привело к сдвигу сроков.
В мае 2022 года ИЯФ приступил к монтажу секций промежуточного (бустерного) ускорителя электронов.
В октябре 2022 года была испытана первая очередь линейного ускорителя. Запущенный пучок имел энергию 1 МэВ.

## Центр коллективного пользования
Создан межвузовский центр коллективного пользования в который входят несколько десятков вузов.